# باربونا
باربونا (به ایتالیایی: Barbona) یک کومونه در ایتالیا است که در استان پادووا واقع شده‌است.

## خصوصیات
باربونا ۸٫۶ کیلومترمربع مساحت و ۷۶۵ نفر جمعیت دارد.